# 赤城はるな
赤城 はるな（あかぎ はるな、8月2日 - ）は、日本の女子元プロレスラー。群馬県伊香保町（現・渋川市）出身。身長150cm、体重52kg、血液型B型。

## 所属
- アイスリボン（2008年7月5日 - 2011年8月31日）

## 経歴・戦歴
2008年
7月5日 東京・市ヶ谷アイスボックスにおいて、対しもうま和美戦でデビュー。
2011年
8月31日、病気療養のため、長期欠場をしていたが本人の希望により、同日付けで引退となった。

## 人物
- 年齢は非公開。
- OL兼業レスラーであり、英語が堪能であるため海外遠征のマネージャーも務める。
- 市ヶ谷プロレス教室の同期であるしもうま和美・星ハム子と「雑草ガールズ」を結成している。
- 引退後も団体のビッグマッチにはスタッフとして参加している。